# أنبوب اللقاح

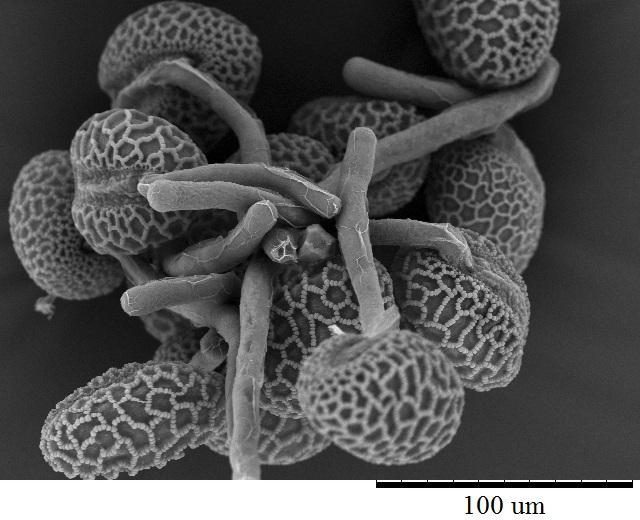

أنبوب اللقاح أو أنبوب الطلع  (بالإنجليزية: Pollen Tube) هو بنية أنبوبية ينتجها الطور المشيجي المذكر (gametophyte) للنباتات البذرية عندما تنبت. تعتبر استطالة أنبوب اللقاح مرحلة أساسية في دورة حياة النبات. يعمل أنبوب اللقاح كقناة لنقل خلايا الأعراس المذكرة من حبوب اللقاح؛ سواءً من الميسم (في النباتات الزهرية) إلى المبايض في قاعدة المدقة أو مباشرة عبر نسيج المبيض في بعض عاريات البذور. يمكن أن تنمو هذه الخلية الوحيدة في الذرة الصفراء ليصل طولها إلى أكثر من 30 سم لكي تجتاز طول المدقة.
اكتُشف أنبوب اللقاح لأول مرة في القرن التاسع عشر على يد العالم جيوفاني باتيستا أميتشي.
يُمكن استخدامه نموذجًا لفهم سلوك الخلية النباتية. هنالك أبحاث جارية لفهم كيفية استجابة أنبوب اللقاح لإشارات التوجيه الخارج خلوية لتحقيق الإخصاب.

## الوصف
أنابيب اللقاح هي تراكيب تتفرد بها النباتات، وقد تطورت بينتها عبر التاريخ. تشكُّل أنابيب اللقاح هو عملية معقدة، والآلية التي يتم بها ليست مفهومة بالكامل، ولكنها ذات أهمية كبيرة بالنسبة للعلماء. تشَكُّل أنابيب اللقاح ضروري لحدوث التكاثر الجنسي في النباتات البذرية. ينقل كل من الماء والرياح والمُلقِّحات حبوب الطلع إلى الطور المشيجي المؤنث. تنطوي طرق النقل تلك على عبور الميسم ثم القلم للوصول إلى المبيض. تبدأ عملية الإنتاش بعد انغراس حبة الطلع على الميسم المناسب عبر آليات عدم التوافق الذاتي. تخضع حبة الطلع خلال هذه العملية لتغيرات بنيوية يبدأ فيها جزء معين بالبروز نحو الخارج لتشكيل بنية شبيهة بالأنبوب، تعرف باسم أنبوب اللقاح. ينمو هذا التركيب بسرعة متجهًا نحو الأسفل عابرًا القلم وفق آلية توجيه تقودها قمته حاملًا خليتين عروسيتين غير متحركتين، ويصل معدل نموه إلى 1 سم\الساعة. يتمزق أنبوب اللقاح لحظة وصوله إلى المبيض، ويوصل بذلك الخليتان العروسيتان إلى الطور المشيجي المؤنث، في النهاية ينتج عن ذلك حدوث إخصاب مزدوج. يَنتج عن أول عملية إخصاب بويضة ملقحة ثنائية الصيغة الصبغية، ويَنتُج عن عملية الإخصاب الثانية سويداء البذرة (ثلاثية الصيغة الصبغية).

## كاسيات البذور
عضو التكاثر المذكر في الزهرة هو السداة، وتُنتِج حبوب الطلع. عند انفتاح المآبر تُصبح حبوب الطلع متاحة لعملية التأبير (انتقال حبوب الطلع إلى المدقة، عضو التكاثر المؤنث). تحوي كل حبة طلع خلية خضرية، وخلية مولدة تنقسم لتعطي خليتين عروسيتين. تنتشر حبوب الطلع بواسطة النواقل غير الحية (مثل الرياح والماء) أو النواقل الحية (مثل الحيوانات).
عند استقرار حبة طلع على مدقة مناسبة، يمكن أن تُنتش في استجابةٍ للسائل السكري الذي يفرزه الميسم الناضج. يمكن أيضًا أن تحفز الدهون الموجودة على سطح الميسم نمو أنبوب اللقاح لحبوب الطلع المتوافقة. تثبط النباتات التي تمتلك خاصية عدم التوافق الذاتي عادةً نمو أنابيب تلقيح حبوب الطلع الخاصة بأزهارها. لوحظ أن وجود عدة حبات طلع على الميسم يحفز نمو أنبوب التلقيح بشكل أسرع في بعض النباتات. تعطي الخلية الخضرية أنبوب التلقيح، وهو بروز أنبوبي يخرج من حبة الطلع ويحمل الخلايا العروسية ضمن السيتوبلازم الخاص به. ستتحد الخليتان العروسيتان المذكرتان مع البويضة والخلية المركزية في عملية إخصاب مزدوج، وستُعطي أول عملية إخصاب البويضة الملقحة ثنائية الصيغة الصبغية وستعطي عملية الإخصاب الثانية سويداء البذرة (ثلاثية الصيغة الصبغية).
يتعين على أنبوب التلقيح المُنتَش أن يحفر طريقه عبر القلم الغني بالمغذيات وينحني نحو قاعدة المبيض إلى أن يصل إلى البويضة. عندما يصل أنبوب اللقاح إلى بويضة ما، يتمزق ليسمح للخليتين العروسيتين بالوصول إليها. تخصِّب إحدى الخليتان العروسيتان البويضة التي ستتطور لتصبح جنينًا سيصبح بدوره النبات المستقبلي، وتندمج الأخرى مع النواتين القطبيتين للخلية المركزية لتشكِّل السويداء التي ستوفر الغذاء للجنين. سيتطور المبيض ليشكل في النهاية الثمرة وستتطور البويضات وتتحول إلى بذور.

## عاريات البذور
تتشكل حبوب الطلع ضمن أكياس الأبواغ الدقيقة المحمولة على حراشف المخاريط المذكرة (microstrobilus). تُؤبَّر النباتات في معظم الأنواع بواسطة الرياح، وتمتلك حبوب الطلع الخاصة بالمخروطيات أكياسًا هوائية تساعدها على أن تُحمَل في التيارات الهوائية. تُخزَّن حبوب الطلع في نقير (micropyle) البويضة الموجودة في المخروط المؤنث (megastrobilus)، حيث ستستغرق حتى عام من الزمن إلى أن تنضج. تنتش حبوب اللقاح عند المخروطيات والجنتويات (Gnetophytes) لتعطي أنبوب لقاح يخترق كيس الأبواغ الكبيرة أو النوسيل حاملًا معه نوىً عروسية تُنقَل إلى البويضة في الرحم النامي للنبات المؤنث.

## آلية نمو أنبوب اللقاح

### التعرُّف
يجب أن يتعرف النبات البوغي المؤنث على حبوب الطلع العالقة على الميسم. في كثير من الأحيان تستطيع حبوب اللقاح للنوع نفسه فقط أن تنمو بنجاح. تنمو حبوب الطلع الخلطية في أنظمة عدم التوافق الذاتي متغلبةً على حبوب الطلع الذاتية. يستشعر التفاعل بين القلم وحبوب الطلع التوافق ويؤثر على معدل نمو أنبوب اللقاح. تَحكُم عملية الاصطفاء هذه قوانين على مستوى الجينات، فتؤثر فيها المواقع الجينية الخاصة بالمتاع على حبوب الطلع وتؤدي إما إلى نموها بشكل بطيء أو توقفها أو انفجارها، بينما يحدث نمو سريع لحبوب الطلع الخلطية. تحافظ أنظمة عدم التوافق الذاتي على التنوع الوراثي. بالنسبة لعاريات البذور، فإنها لا تمتلك مدقة لها ميسم. لذلك، يجب أن تغوص حبوب اللقاح في قطرة التلقيح التي تأخذ الطور المشيجي المذكر إلى البويضة المكشوفة الموجودة في المبيض. في حين لن تغوص حبوب طلع الأنواع المختلفة في قطرة التلقيح وستبقى طافية في الأعلى، بينما تتراجع القطيرة داخل فتحة النُقير.

### البدء
تُنتش حبة الطلع بعد التعرف عليها وابتلالها بالماء وتعطي أنبوب لقاح. توجد منافسة بين هذه المرحلة فقد تتنافس عدة حبات طلع على الوصول إلى البويضة. يلعب الميسم دورًا في توجيه العروس المذكرة إلى البويضة المستقبِلة. يُسمح فقط لحبوب الطلع المتوافقة بالنمو ويحدد ذلك إشارات تتبادلها مع الميسم.
تعطي الخلية المولدة ضمن أنبوب اللقاح العروسان المذكران، بينما تمتلك الخلايا الخضرية خلية أنبوبية ينمو منها أنبوب اللقاح. تمتلك بعض النباتات آليات لمنع التلقيح الذاتي مثل نضج المياسم والمآبر في مواعيد مختلفة أو نموها بأطوال مختلفة، وهذا ما يساهم بشكل كبير بزيادة التنوع الحيوي للجيل التالي.
يوجد تباين كبير في معدل نمو أنابيب اللقاح وركزت العديد من الدراسات على تبادل الإشارات. وُجد أن التعبير الوراثي لحبوب اللقاح هو التعبير الوراثي للطور المشيجي وليس للطور البوغي الأب، فهي تمتلك الرنا الرسول الخاص بها وأنزيماتها الخاصة. في نباتات الدراق، تؤمن بيئة القلم التي ينمو عبرها أنبوب اللقاح المغذيات اللازمة لنمو الأنبوب إلى أن يصل إلى المبيض. تعتبر أنابيب اللقاح مقاومة، ويمكن لحبوب اللقاح المُخرّبَة بواسطة أشعة أكس وغاما أن تعطي أنابيب لقاح.